# Stefan Majewski
Pour les articles homonymes, voir Majewski.
Stefan Majewski, né le 31 janvier 1956 à Bydgoszcz, est un footballeur international polonais reconverti entraîneur. Il occupait le poste de défenseur, notamment au Legia Varsovie où il a passé la majorité de sa carrière.

## Carrière

### De joueur

#### En club
Stefan Majewski a commencé sa carrière dans les différents clubs de Bydgoszcz, sa ville natale. Au printemps 1977, il rejoint le Zawisza Bydgoszcz, et l'aide dans sa lutte à la promotion en première division en 1979. Il rejoint ensuite le Legia Varsovie lors de la trêve hivernale. Lors de ses débuts, contre le Śląsk Wrocław le 4 mars, il inscrit un doublé, qui permet à son équipe de l'emporter. Il devient ensuite l'un des maillons essentiels de l'équipe, et remporte par deux fois d'affilée la Coupe de Pologne, en 1980 et en 1981. Il termine également vice-champion de Pologne.
En 1984, il passe la frontière et signe au 1. FC Kaiserslautern. Le 3 mai 1985, alors que la saison est sur le point de se terminer, il marque son premier et seul but en Bundesliga, contre l'Eintracht Braunschweig. Après une nouvelle saison passée à Kaiserslautern, il arrive à l'Arminia Bielefeld, club de seconde division. En 1988, il quitte l'Allemagne pour Chypre, son club ayant terminé dernier du championnat. Après une saison à l'Apollon Limassol, il termine sa carrière au Fribourg FC en 1993.

#### En sélection
Stefan Majewski a fait ses débuts avec l'équipe de Pologne le 30 août 1978, lors d'un match amical contre la Finlande. Pour sa première apparition avec la Pologne, le joueur se montre décisif en inscrivant le seul but de la rencontre. Entre 1978 et 1983, il joue régulièrement au sein de la sélection dirigée tout d'abord par Ryszard Kulesza, puis par Antoni Piechniczek. Il participe à la Coupe du monde 1982 en Espagne, et joue tous les matches (URSS, Cameroun, Pérou, Italie (deux fois), France et Belgique). Lors du match pour la troisième place, il inscrit même un but à la 44e minute contre la France (victoire finale trois à deux), qui permet de placer la Pologne sur le podium, derrière les Italiens et les Allemands de l'Ouest. Il fait également partie du voyage au Mexique pour celle de 1986, et prend part à toutes les rencontres de son équipe, sans marquer cette fois-ci. Après cette compétition et un dernier match contre le Brésil, le joueur annonce la fin de sa carrière internationale.
Il fut donc international polonais à quarante reprises, marquant quatre buts.

### D'entraîneur
Alors qu'il était encore membre de l'effectif du Fribourg FC, Majewski entame sa reconversion, et s'occupe des équipes juniors du club. Une fois son aventure à Fribourg terminée, Stefan Majewski retourne dans la ville qui l'a fait brillé, Varsovie, pour entraîner le Polonia, au printemps 1994 puis de nouveau à partir d'avril 1995. Cette année, il fait monter le club en première division. Plus tard, il retourne en Allemagne pour diriger l'équipe réserve du Kaiserslautern. En 1999, il revient en Pologne pour aider l'Amica Wronki. Il a également été l'entraîneur du Zaglebie Lubin, mais aussi du Świt Nowy Dwór Mazowiecki, du Widzew Łódź et du KS Cracovia.
En 2002, il est appelé pour occuper le poste d'entraîneur-adjoint de l'équipe nationale, alors dirigée par Zbigniew Boniek, Sept ans plus tard, il devient l'entraîneur des moins de vingt-trois ans. En septembre 2009, il est nommé entraîneur de l'équipe de Pologne, mais seulement dans le but d'assurer l'intérim pour les deux derniers matches de la sélection, comptant pour les éliminatoires de la coupe du monde. Il dirige donc son premier match à Prague face à la République tchèque, le 10 octobre. Cette rencontre, comme la suivante, se solde par une défaite sans gloire des Polonais. Comme prévu, il est remplacé par Franciszek Smuda le 29 octobre.

### Palmarès

#### En tant que joueur
- Champion de Pologne de D2 (1) : 1979
- Vainqueur de la Coupe de Pologne (2) : 1980 et 1981
- Vice-Champion de Pologne (1) : 1985
- Vice-Champion de Chypre (1) : 1989

- Troisième de la Coupe du monde (1) : 1982

#### En tant qu'entraîneur
- Vainqueur de la Coupe de Pologne (2) : 1999 et 2000
- Vainqueur de la Supercoupe de Pologne (1) : 1999

### Sources
- (pl) Cet article est partiellement ou en totalité issu de l’article de Wikipédia en polonais intitulé « Stefan Majewski » (voir la liste des auteurs).